# Comuna Atiușa, Korop
Atiușa (în ucraineană Атюша) este o comună în raionul Korop, regiunea Cernihiv, Ucraina, formată din satele Atiușa (reședința), Kuci, Lubeneț, Pusta Hreblea și Rubannîkiv.

## Demografie
Componența lingvistică a comunei Atiușa
     Ucraineană (98,28%)
     Rusă (1,57%)
Conform recensământului din 2001, majoritatea populației comunei Atiușa era vorbitoare de ucraineană (98,28%), existând în minoritate și vorbitori de rusă (1,57%).